# Emmetropie
Onder emmetropie (van het Griekse ἔμμετρος émmetros, ‘passend’ en ὤψ oops, ‘oog’) of normaalziendheid wordt in de oogheelkunde en optometrie de toestand verstaan van een oog dat geen zichtafwijkingen heeft. Een oog geldt als emmetroop wanneer het zonder accommodatie en zonder bril of contactlens een oneindig ver verwijderd voorwerp scherp kan waarnemen. In termen van de geometrische optica betekent dit dat een evenwijdig invallende (dat wil zeggen van een oneindig ver verwijderde lichtbron afkomstige) lichtbundel precies op het netvlies wordt gefocusseerd. Het vertepunt ligt dus op oneindig, en het nabijheidspunt op circa 30 cm (bij kinderen vaak minder).

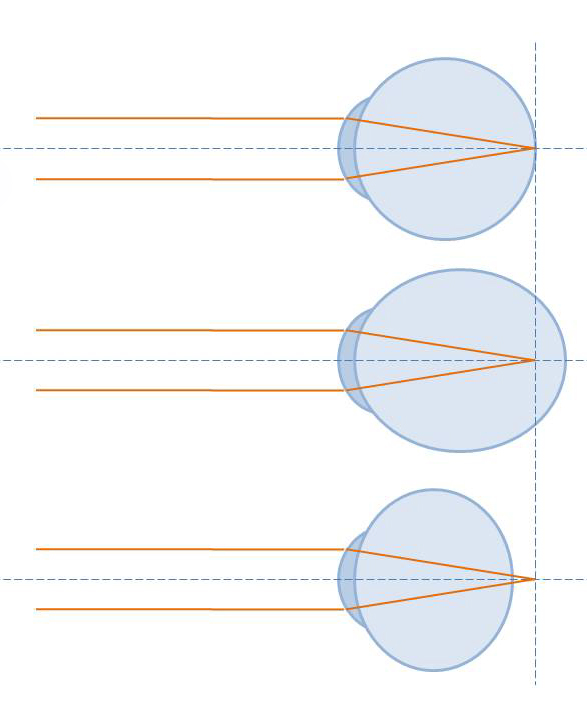
(afwijkend) zicht:'normaal ziend' (emmetropie), bij-ziend (myopie), ver-ziend (hypermetropie)

Afwijkingen hiervan worden ametropie genoemd. Daartoe behoren myopie (bijziendheid), hypermetropie (verziendheid), astigmatisme, en nog enkele minder bekende afwijkingen.
Het concept van emmetropie is een idealisering die zowel voor het theoretische begrip alsook voor de praktrische correctie van de ametropie zinvol is. In tegenstelling tot wat de term normaalziendheid doet vermoeden, blijkt in de praktijk dat het gemiddelde menselijk oog in meerdere of mindere mate ametroop is.
Voor het gebruik van optische instrumenten is een normaalziend oog in het algemeen niet noodzakelijk, omdat het oculair meestal verstelbaar is. Hiermee kan men zonder bril corrigeren voor myopie of hypermetropie. Astigmatisme kan hiermee echter niet worden gecorrigeerd. Ook voor bepaalde beroepen, zoals piloten, buschauffeurs, schippers en dergelijke, is emmetropie niet wettelijk vereist. Wel kan een maximaal toegestane afwijking vastgelegd zijn (zoals voor piloten 3 dioptrie). Wel worden hoge eisen gesteld aan de gezichtsscherpte.